# Konrad Sickel
Konrad Sickel (* 14. April 1802 in Leipzig; † 12. August 1881 in Dresden) war ein deutscher Jurist und Politiker.

## Leben
Sickel wurde 1802 in Leipzig als Sohn des späteren Appellationsgerichtspräsidenten Johann Conrad Sickel und dessen Ehefrau Anna Christiane geborene Kanne geboren. Er besuchte von 1816 bis 1822 die Klosterschule Roßleben und studierte anschließend an der Universität Leipzig die Rechtswissenschaften. Nach Abschluss seines Studiums nahm er 1828 eine Tätigkeit als Advokat auf und promovierte 1829 zum Doktor der Rechte. Ab 1831 war Sickel Beisitzer der Juristenfakultät an der Universität Leipzig. 1838 wurde er als Appellationsrat an das Appellationsgericht Dresden berufen, 1845 zum Oberappellationsrat. Als bisheriger Vizepräsident des sächsischen Oberappellationsgerichts wurde er 1869 zu dessen Präsidenten ernannt. Nach seinem Eintritt in den Ruhestand wurde Sickel 1873 vom sächsischen König Albert zum Mitglied der I. Kammer des Sächsischen Landtags berufen, der er bis nach dem 1879/80 angehörte.
Sickel war von 1860 bis zu seinem Tod Mitglied der Naturwissenschaftlichen Gesellschaft Isis in Dresden und gehörte ab 1866 ununterbrochen dessen Verwaltungsrat an. Er starb im August 1881 in Dresden. Sickel war mit Fanny Antonie geborene Kluge verheiratet.

## Werke
- De origine et factis fidei, quae mercatorum codicibus accepti et expendi haberi solet. Leipzig 1829